# 2024 en Roumanie
Événements de l'année 2024 en Roumanie.

## Titulaires
- Président : Klaus Iohannis
- Premier ministre : Marcel Ciolacu
- Vice-Premiers ministres : Marian Neacșu et Cătălin Predoiu
- Président de la Chambre des députés : Alfred Simonis
- Président du Sénat : Nicolae Ciucă
- Présidente de la Haute Cour de cassation et de justice : Corina Corbu
- Président de la Cour constitutionnelle : Marian Enache (ro)
- Cabinet Ciolacu

## Événements

### Mars
- 12 mars – Le président Klaus Iohannis annonce qu’il se présentera au poste de secrétaire général de l’Organisation du traité de l’Atlantique nord[1].
- 31 mars – La Bulgarie et la Roumanie rejoignent partiellement l’espace Schengen, autorisant les déplacements par voie aérienne et maritime sans contrôles aux frontières. L'Autriche a opposé son veto aux déplacements par voie terrestre sans contrôles aux frontières, par crainte que les citoyens non européens puissent accéder plus facilement à l’Union européenne[2].

### Avril
- 26 avril – Un tribunal de Bucarest a décidé que le procès pour trafic d’êtres humains de l’influenceur d’extrême droite britannique Andrew Tate pouvait se poursuivre[3].

### Juin
- 3 juin – Un ressortissant étranger est arrêté, soupçonné d’avoir lancé un cocktail Molotov sur l’ambassade d’Israël à Bucarest[4].
- 7 juin – Quinze personnes sont blessées dans une explosion dans un magasin de bricolage à Botoșani[5].
- 9 juin :
  - Élections européennes 2024 en Roumanie[6]
  - Élections locales roumaines 2024
- 20 juin – Le président Klaus Iohannis retire sa candidature au poste de secrétaire général de l’OTAN[7].

### Juillet
- 15 juillet – Le gouvernement approuve l’abattage de 481 ours dans le pays après la mort d’une femme de 19 ans lors d’une attaque d’ours dans les Carpates[8].

### Août
- 6 août – Le Premier ministre Marcel Ciolacu annonce qu'il boycottera la cérémonie de clôture des Jeux olympiques de Paris en raison d'une erreur de jugement dans l'exercice de gymnastique artistique féminin[9].
- 16 août – La gymnaste roumaine Ana Bărbosu reçoit une médaille de bronze lors d'une cérémonie à Bucarest. La médaille a été initialement décernée à Jordan Chiles lors des Jeux olympiques d'été de 2024[10].

### Septembre
- 12 septembre – Un missile russe frappe un vraquier battant pavillon de Saint-Kitts-et-Nevis transportant des céréales ukrainiennes vers l'Égypte dans la zone économique exclusive de la Roumanie en mer Noire. Aucune victime n'est à déplore[11]r.
- 14-16 septembre – Au moins sept personnes, dont quatre dans le département de Galați, auraient été tuées dans les inondations provoquées par la tempête Boris[12],[13].

### Octobre
- 5 octobre [14] – La Cour constitutionnelle de Roumanie a disqualifié la candidate de S.O.S Roumanie, Diana Șoșoacă, de la candidature à l'élection présidentielle roumaine de 2024, en affirmant que ses déclarations publiques et son comportement violent conduit « systématiquement » à la violation des fondements constitutionnels de l'appartenance du pays aux structures euro-atlantiques, sans donner de raisons spécifiques pour étayer sa plainte[15],[16].

### Novembre
- 24 novembre – Élection présidentielle roumaine de 2024 (premier tour) : le candidat indépendant d’extrême droite Călin Georgescu remporte la majorité des voix pour la présidence et accède au second tour aux côtés de la candidate de centre-droit Elena Lasconi[17].
- 28 novembre – Élection présidentielle roumaine 2024 : La Cour constitutionnelle de Roumanie ordonne un recomptage des votes exprimés au premier tour à la suite d'un recours[18].

### Décembre
- 1er décembre – Élections parlementaires roumaines de 2024 : Le Parti social-démocrate remporte la majorité absolue des voix, suivi de l’Alliance pour l’unité des Roumains et du Parti national libéral[19].
- 2 décembre – Élection présidentielle roumaine 2024 : La Cour constitutionnelle valide à l’unanimité les résultats du premier tour de l’élection présidentielle[20].
- 6 décembre – Élection présidentielle roumaine 2024 : La Cour constitutionnelle annule les résultats du premier tour de l’élection présidentielle après que des documents de renseignement ont révélé que Călin Georgescu avait bénéficié d’une campagne en ligne coordonnée par la Russie pour promouvoir sa candidature[21].
- 11 décembre – Le Parti social-démocrate, le Parti national libéral, l'Union pour sauver la Roumanie et l’Alliance démocrate magyare de Roumanie conviennent de former un gouvernement de coalition[22].
- 12 décembre – L’Union européenne accorde à la Roumanie et à la Bulgarie l’entrée à part entière dans l’espace Schengen à partir de 2025[23].
- 19 décembre – La Cour d’appel de Bucarest décide que le procès pour trafic d’êtres humains de l’influenceur d’extrême droite britannique Andrew Tate ne peut pas se poursuivre en raison d’erreurs commises par les procureurs[24].
- 23 décembre – Le président Iohannis nomme le Premier ministre sortant Marcel Ciolacu pour diriger le prochain gouvernement. Sa nomination est approuvée le même jour par le Parlement par 240 voix contre 143[25].

## Art et divertissement
- Liste des films roumains présentés pour l'Oscar du meilleur long métrage international

## Décès
- 20 février : Vasile Dîba, kayakiste
- 23 mars : Nicolae Manolescu, professeur et critique littéraire
- 27 mai : Ștefan Birtalan, joueur et entraîneur de handball
- 27 novembre : Maria Alexandru, pongiste
- 2 décembre : Helmut Duckadam, footballeur
- 12 décembre : Dan Grecu, gymnaste
- 14 décembre : Mircea Diaconu, acteur et homme politique